# Kraljeva cesta, Finska
Kraljeva cesta (finsko Kuninkaantie, [[lang-sv|Kungsvägen}}) je bila ena najstarejših skandinavskih prometnih poti od srednjega veka, ki je prvotno potekala od Bergna ob Atlantiku preko Osla, Karlstada, Örebra in Stockholma do Turkuja. Na Finskem je potekala vzdolž južne obale od Turkuja do Viborga in kasneje do Sankt Peterburga. Znana finska mesta na poti so bila Salo, Perniö, Ekenäs, Karis, Espoo, Helsinki, Vantaa, Porvoo, Pernå, Loviisa in Hamina.

## Trgovska in prometna pot
Ime Kraljeva cesta poudarja pomen trgovske in prometne poti. Kasneje je postalo strateško pomembna tudi za transport pošte in prenos sporočil. Ob Kraljevi cesti so bila zgrajena številna posestva in pošte. Preko 20 gostiln je zagotavljalo hrano in prenočišče popotnikom. Kraljeva cesta je že od 14. stoletja ena najpomembnejših transportnih poti v smeri vzhod-zahod Švedskega imperija.

## Turizem
Od leta 1980 je bila Kraljeva cesta uvedena kot turistični izraz za povezavo med kulturno in zgodovinsko pomembnimi kraji v južni Finski. Današnja pot temelji na takratni poti. Znamenitosti ob poti so odlično označene.